# Gornji Cerovac
Gornji Cerovac – wieś w Chorwacji, w żupanii karlowackiej, w mieście Slunj. W 2011 roku liczyła 94 mieszkańców.